# أولاد ادريوش (اهل امولة)
أولاد ادريوش هو دُوَّار يقع بجماعة تاينست، إقليم تازة، جهة فاس مكناس في المملكة المغربية. ينتمي الدوّار لمشيخة اهل امولة التي تضم 3 دواوير. يقدر عدد سكانه بـ 623 نسمة حسب الإحصاء الرسمي للسكان والسكنى لسنة 2004.

## روابط خارجية
- البوابة الوطنية للجماعات الترابية
- المندوبية السامية للتخطيط